# Bihari Sándor (játékvezető)
Bihari Sándor (1917. – 1986. október 15.) magyar nemzeti labdarúgó-játékvezető.

## Pályafutása
Játékvezetésből Budapesten a BLSZ (BLSZ) Játékvezető Bizottsága (JB) előtt vizsgázott. Az MLSZ JB minősítésével NB II-es, majd 1948-tól NB I-es játékvezető. Küldési gyakorlat szerint rendszeres partbírói szolgálatot is végzett. A FIFA 50 éves korhatárig foglalkoztatta a nemzetközi minősítésű játékvezetőket. 1962 júniusában a Magyar Testnevelési és Sport Tanács (MTST) – különféle sportpolitikai indokokkal – rendeletet adott ki, hogy az élvonalbeli játékvezetők korhatárát azonnali hatállyal 45 évben határozza meg. A határozatot az MLSZ JB-nek kötelező módon alkalmaznia kellett, így egy csapásra 37 játékvezetőnek (nemzetközi, nemzeti) kellett azonnal visszavonulnia. A nemzeti játékvezetéstől 1962-ben visszavonult. NB I-es mérkőzéseinek száma: 62.
| Időpont          | Helyszín                      | Mérkőzés típusa          | Mérkőzés        | Eredmény | Nézők száma |
| ---------------- | ----------------------------- | ------------------------ | --------------- | -------- | ----------- |
| 1948. március 4. | Latorca utcai pálya, Budapest | első NB I-es mérkőzése   | Vasas SC–MOGÜRT | 3 – 3    | 3000        |
| 1962. április 8. | Népstadion, Budapest          | utolsó NB I-es mérkőzése | MTK–Győri ETO   | 4 – 2    | 20 000      |

## Külső hivatkozások
- Bihari Sándor (játékvezető) játékvezetői adatlapja a Nemzeti Labdarúgó Archívum oldalán